# Vemork-aktionen
Vemork-aktionen (eller Operation Gunnerside) var en militær allieret sabotageaktion under 2. verdenskrig med det formål at sprænge Norsk Hydros fabrik i Vemork ved Rjukan i Telemarken. Fabrikken producerede tungt vand, som var vigtigt for tysk atomforskning og eventuel produktion af atomvåben. Vemork-kraftværket blev ødelagt den 27. februar 1943. Hydros anlæg lå foran Vemork-vandkraftværket, hvor Norsk Industriarbejdermuseum nu holder til.
Vemork-aktionen omfattede også Tinnsø-aktionen, hvor jernbanefærgen "DF Hydro" den 19. februar 1944 blev sænket på Tinnsø. Dermed forhindrede modstandsbevægelsen tyskerne i at sende tungtvandsholdigt lut, produceret på Vemork-anlægget, til Tyskland. Det tunge vand var produceret efter sabotageaktionen året før.
Vemork-anlægget blev forgæves bombet fra fly den 16. november 1943. Produktionen blev siden flyttet til Tyskland. Efter krigen viste det sig, at tyskerne formodentlig ikke var kommet langt nok i deres forskning til at kunne fremstille atomvåben, selv om de havde haft tilgang til tungt vand.

## Operation Freshman og Grouse
Det første forsøg på at ødelægge fabrikken blev gjort i november 1942. Planen bestod af to operationer, den første var at nedkaste lokalkendte norske faldskærmssoldater, som skulle fungere som en fortrop (Operation Grouse). Efter dem skulle følge en gruppe engelske ingeniørsoldater i to transportsvævefly. Med hjælp fra de lokalkendte nordmænd skulle de foretage et angreb på selve fabrikken.
Den 19. oktober 1942 blev det fire mand store Kompagni Linge med faldskærm kastet ned over Telemarken. Fra landingsstedet måtte de løbe langt på ski for at komme til et skjulested nærmere fabrikken. Det blev derfor planlagt sådan, at de havde rigeligt med tid.
En måned senere, den 19. november blev de britiske ingeniørsoldater fra 1st British Airborne Division sendt af sted. To bombefly, trækkende hvert sit Horsa svævefly, kom ind over Norge. Over Rogaland begyndte begge fly at ise til. Wiren til det ene svævefly brast, og det styrtede ned syd for Lysefjorden, mens det lykkedes trækflyet at vende tilbage til England. Det andet trækfly kom i vanskeligheder allerede ved indflyvningen over Norge. Svæveflyet styrtede ned ved Egersund, mens trækflyet styrtede ned ved Hæstadfjeldet. Alle om bord i trækflyet omkom, mens de overlevende i svæveflyet blev taget til fange af tyskerne, som tog dem med til Slettebølejren i Bakkebø ved Egersund. Efter krigen blev der rejst et mindesmærke på Bakkebø samt en varde oppe i fjeldet, hvor svæveflyet havarerede. Af de ni overlevende fra styrtet ved Lysefjorden blev fem ført til Grinifangelejren. De blev henrettet den 18. januar 1943 i Trandumskoven ved Ullensaker. Fire blev ført til Lagård-fængslet i Stavanger og henrettet den 24. november efter at være udsat for tortur. Alle 14 overlevende fra det første styrt ved Egersund blev henrettet allerede den følgende dag. Der var ingen overlevende fra det styrtede bombefly.
Den norske Grouse-gruppe måtte derefter tilbringe en længere ventetid på deres skjulested på Hardangervidda. Der overlevede de ved at spise mos og lav resten af vinteren, dog suppleret med et rensdyr, som blev skudt lige før jul.

## Operation Gunnerside
Den britiske overkommando, som var klar over, at Grouse havde overlevet, besluttede at bygge videre på denne gruppe ved at sende seks nye norske faldskærmssoldater. De landede i faldskærm på Hardangervidda i februar 1943 og slog sig sammen med Grouse. Om natten den 28. februar 1943 trængte ni af dem ind i tungtvandsanlægget og sprængte tungtvandscellerne, hvorved 900 kilo tungtvand (inklusive produktionudstyr) blev ødelagt. De kunne nu sende besked til ledelsen i London om, at opgaven var lykkedes. Forgruppen (Grouse) tog tilbage til deres skjulested på Hardangervidda. De 'gik under jorden' og fortsatte resten af krigen modstandsarbejdet i lokalområdet. Sprængningsholdet flygtede på ski. Fire af dem reddede sig i sikkerhed i det neutrale Sverige efter en 15 dage og 400 kilometer lang, strabadserende skitur. To havde held til at nå til Oslo.
Aktionen regnes for en af de vigtigste – og mest vellykkede – sabotageaktioner under 2. verdenskrig.

## Sænkingen af "D/F Hydro"
Efter et par måneder var tyskerne i stand til at genoptage produktionen af tungt vand, og da de allierede opdagede dette, planlagde de et nyt angreb. I november 1943 bombede 143 B-17 bombefly anlægget. Selv om mindst 600 af de i alt 711 bomber ikke ramte målet, forsinkede bombningen dog alligevel produktionen en kort tid.
Ikke alt det tunge vand var gået tabt, og tyskerne besluttede, at det under streng bevogtning skulle transporteres til den lille færgehavn Mæl og herfra videre med jernbanefærgen "D/F Hydro" over Tinnsøen ved Tinn, hvorfra der var jernbaneforbindelse, så det kunne sendes videre ned gennem Norge og slutteligt til Tyskland. De lokale modstandsfolk søgte efter en mulighed for at standse transporten og fandt ud af, at færgen var det svage punkt i sikkerhedsforanstaltningerne.
Den 20. februar 1944 blev "D/F Hydro" saboteret med en tidsindstillet bombe placeret i færgens motorrum. Ved eksplosionen blev færgens bovport flået af, hvilket hurtigt fik færgen til at tippe om på siden. Tre minutter senere var den på vej mod bunden, mere end 400 meter nede. Med sig i dybet tog den 14 nordmænd, fire tyskere og den samlede tyske beholdning af tungt vand.
Der er gennemført en stor undersøgelse af vraget i nyere tid. Man ønskede at undersøge, hvor mange af tønderne der var blevet sprængt, og om de fortsat indeholdt tungt vand efter at have ligget over 60 år på bunden af Tinnsøen. Det lykkedes at hejse en tønde op fra færgens last. Det viste sig, at den indeholdt Kaliumhydroxid med en koncentration på 1-2 % tungt vand. Kaliumhydroxid er udgangspunktet for destillationsprocessen, som benyttes for at producere tungt vand. Det var destillationsanlægget, der blev ødelagt i sabotageaktionen på Vemork.

## Sabotageaktionerne på film
Vemork-aktionerne er indspillet som to biograffilm:
- I 1948 blev den norske, delvis dokumentariske, spillefilm Kampen om tungtvannet indspillet med flere af de oprindelige medvirkende i Vemork-aktionen i rollerne som sig selv.
- I 1965 kom den britiske biograffilm Telemarkens Helte (The Heroes of Telemark) med bl.a. Kirk Douglas i en af hovedrollerne.
- I 2015 blev den norske dramaserie ”Kampen om det tunge vand” vist på tv. Mini-tv-serien i seks afsnit var en norsk/dansk/britisk co-produktion produceret af NRK – Norsk Rikskringkasting.